# I’m in Love with the Villainess
I’m in Love with the Villainess (jap. 私の推しは悪役令嬢。 Watashi no oshi wa akuyaku reijō.) – seria light novel napisana przez Inori i zilustrowana przez Hanagatę, publikowana online między styczniem 2018 a lutym 2021 w serwisie Shōsetsuka ni narō. Następnie została przejęta przez wydawnictwo Aichu Publishing, które wydawało ją od cyfrowo od lutego 2019 do sierpnia 2021 pod imprintem GL Bunko.
Na jej podstawie powstała manga publikowana na łamach magazynu „Comic Yuri Hime” wydawnictwa Ichijinsha od czerwca 2020, oraz serial anime wyprodukowany przez studio Platinum Vision, który emitowano od października do grudnia 2023.

## Fabuła
Oohashi Rei, zwykła pracownica biurowa, jest przepracowana do granic możliwości. Pewnego dnia odradza się nagle jako Rae Taylor, bohaterka swojej ulubionej gry otome, Revolution. Rae nie jest jednak zainteresowana trzema oryginalnymi ścieżkami romansu z książętami Królestwa Bauerów. Zamiast tego jej serce przykuwa Claire François, główna antagonistka gry. Wykorzystując swoją wiedzę o wydarzeniach, które dopiero nastąpią w grze, Rae próbuje zapewnić Claire szczęśliwe zakończenie, zanim nadchodząca rewolucja zniszczy wszelkie szanse na jego realizację.

## Bohaterowie
- Rae Taylor (jap. レイ＝テイラー Rei Teirā)

Seiyū: Yū Serizawa 
Protagonistka, znana wcześniej jako Oohashi Rei, zanim zmarła z przepracowania i odrodziła się jako postać gracza w swojej ulubionej grze otome, Revolution. Ponieważ jest lesbijką, Rae nie interesuje się celami romansu w grze, a wręcz denerwuje się, gdy ci zwracają na nią uwagę. Zamiast tego stara się zapewnić Claire François szczęśliwe zakończenie, zakochując się w niej. Na koniec pobierają się i adoptują dwie bliźniaczki.
- Claire François (jap. クレア＝フランソワ Kurea Furansowa)

Seiyū: Karin Nanami 
„Czarny charakter” z oryginalnej gry i obecny cel uczuć Rae. Claire jest szlachcianką, która wierzy w obecny system arystokratyczny w królestwie i często ma niskie mniemanie o ludziach z gminu, zwłaszcza o Rae. To tylko sprawia, że jest zdezorientowana i zakłopotana zainteresowaniem Rae jej osobą. Pod koniec historii Claire i Rae są małżeństwem i pracują jako nauczycielki.
- Rod Bauer (jap. ロッド＝バウワー Roddo Bauwā)

Seiyū: Kenn 
Najstarszy dziedzic w rodzinie królewskiej Bauerów i pierwszy w kolejce do tronu. Jest energicznym młodzieńcem, który zaczyna interesować się Rae, ku jej przerażeniu. Rod jest najpopularniejszym celem romansu w grze.
- Thane Bauer (jap. セイン＝バウワー Sein Bauwā)

Seiyū: Daisuke Namikawa 
Drugi dziedzic w rodzinie królewskiej Bauerów. Thane często jest stoicki i uważa, że jego umiejętności są niższe niż jego braci, przez co ma z tego powodu kompleksy. Thane jest uważany za najmniej popularny cel romansu w grze.
- Yu Bauer (jap. ユー＝バウワー Yū Bauwā)

Seiyū: Yōko Hikasa 
Trzeci dziedzic w rodzinie królewskiej Bauerów. Charyzmatyczny i atrakcyjny typ księcia, który wykorzystuje swój urok, by ukryć przebiegłość umysłu. Yu jest drugim najpopularniejszym celem romansu w grze.
- Misha Jur (jap. ミシャ＝ユール Misha Yūru)

Seiyū: Aimi 
Współlokatorka i najlepsza przyjaciółka Rae. Jej rodzina należała niegdyś do stanu szlacheckiego, ale po popadnięciu w niełaskę i zubożeniu stała się plebejuszami. Misha prawie zdała sobie sprawę, że Rae nie jest już jej dawną przyjaciółką; odkąd obudziła się w niej druga Rei, Misha musi wierzyć, że coś jest nie tak z jej głową.
- Lene Aurousseau (jap. レーネ＝オルソー Rēne Orusō)

Seiyū: Ikumi Hasegawa 
- Loretta Kugret (jap. ロレッタ＝クグレット Roretta Kuguretto)

Seiyū: Sara Matsumoto 
- Pipi Barlier (jap. ピピ＝バルリエ Pipi Barurie)

Seiyū: Minami Kurisaka 
- Manaria Sousse (jap. マナリア＝スース Manaria Sūsu)

Seiyū: Nana Mizuki 

## Light novel
Light novel, z ilustracjami wykonanymi przez Hanagatę, ukazywała się cyfrowo nakładem wydawnictwa Aichu Publishing pod imiprintem GL Bunko od 26 lutego 2019 do 26 sierpnia 2021. W 2021 wydawnictwo Ichijinsha ogłosiło, że zacznie wydawać serię w wersji papierowej, zaś pierwszy tom opublikowano 18 grudnia 2021 pod imprintem Ichijinsha Novels.
| Nr | Data wydania (język japoński)                     | ISBN (język japoński) |
| -- | ------------------------------------------------- | --------------------- |
| 1  | 26 lutego 2019 (cyfrowo) 18 grudnia 2021 (druk)   | ISBN 978-4758023191   |
| 2  | 26 sierpnia 2019 (cyfrowo) 17 czerwca 2022 (druk) | ISBN 978-4758024150   |
| 3  | 26 sierpnia 2020 (cyfrowo) 16 grudnia 2022 (druk) | ISBN 978-4758024730   |
| 4  | 26 lutego 2021                                    |                       |
| 5  | 26 sierpnia 2021                                  |                       |

### Spin-off
Spin-off opowiadający wydarzenia z perspektywy Claire François, zatytułowany Heimin no kuse ni namaiki na!, ukazuje się w serwisie Shōsetsuka ni narō od 25 maja 2021. Pierwszy tom light novel został wydany cyfrowo 28 lutego 2022 nakładem wydawnictwa Aichu Publishing pod imprintem GL Bunko. Za projekt okładki i dodatkowe ilustracje ponownie odpowiada Hanagata.
| Nr | Data wydania (język japoński) | ISBN (język japoński) |
| -- | ----------------------------- | --------------------- |
| 1  | 28 lutego 2022 (cyfrowo)      |                       |
| 2  | 20 grudnia 2022 (cyfrowo)     |                       |
| 3  | 26 września 2023 (cyfrowo)    |                       |

## Manga
Pierwszy rozdział mangi został opublikowany 18 czerwca 2020 w magazynie „Comic Yuri Hime”. Następnie wydawnictwo Ichijinsha rozpoczęło zbieranie rozdziałów do wydań w formacie tankōbon, których pierwszy tom ukazał się 18 grudnia tego samego roku. Według stanu na 18 października 2023, do tej pory wydano 7 tomów.
| Nr | Data wydania (język japoński) | ISBN (język japoński)  |
| -- | ----------------------------- | ---------------------- |
| 1  | 18 grudnia 2020               | ISBN 978-4-7580-2193-7 |
| 2  | 17 czerwca 2021               | ISBN 978-4-7580-2263-7 |
| 3  | 18 grudnia 2021               | ISBN 978-4-7580-2318-4 |
| 4  | 17 czerwca 2022               | ISBN 978-4-7580-2433-4 |
| 5  | 16 grudnia 2022               | ISBN 978-4-7580-2479-2 |
| 6  | 17 maja 2023                  | ISBN 978-4-7580-2540-9 |
| 7  | 18 października 2023          | ISBN 978-4-7580-2613-0 |

Spin-off o tematyce kulinarnej, zatytułowany Watashi no oshi wa akuyaku reijō Maid Kitchen, ukazuje się od 16 czerwca 2023 w magazynie „Comic Yuri Hime”.

## Anime
Adaptacja w formie telewizyjnego serialu anime została zapowiedziana 13 grudnia 2022. Została wyprodukowana przez studio Platinum Vision i wyreżyserowana przez Hideakiego Ōbę. Scenariusz napisał Ayumu Hisao, postacie zaprojektowała Yōko Satō, a muzykę skomponowali Noriyuki Asakura i Usagi to Uma. Anime było emitowane od 3 października do 19 grudnia 2023 w stacjach Tokyo MX i BS NTV. Motywem otwierającym jest „Raise Y/Our Hands!!”, a końcowym „OC Optimum Combination”. Oba utwory wykonywane są przez Yū Serizawę i Karin Nanami. Prawa do streamingu serii poza Azją nabył Crunchyroll.

### Lista odcinków
| №  | Tytuł | Premiera             |
| -- | --- | -------------------- |
| 1  | Rushing Headlong into Life in Another World Isekai seikatsu wa chototsumōshin (異世界生活は猪突猛進。)                       | 3 października 2023  |
| 2  | A Maid’s Job Is a Labor of Love Meido no shigoto wa aijō hōshi (メイドの仕事は愛情奉仕。)                                    | 10 października 2023 |
| 3  | My Love Is a Series of Ups and Downs Watashi no koi wa shichiten hakki (私の恋は七転八起。)                                  | 17 października 2023 |
| 4  | When Monsters Attack, Unpreparedness Is the Greatest Enemy Mamono no shūgeki wa yudantaiteki (魔物の襲撃は油断大敵。)        | 24 października 2023 |
| 5  | The Knight Exam Is Packed with Drama Kishidan shiken wa haranbanjō (騎士団試験は波瀾万丈。)                                  | 31 października 2023 |
| 6  | The Secret Reason Must Not Be Told to Anyone Himitsu no wake wa tagon muyō (秘密の理由は他言無用。)                          | 7 listopada 2023     |
| 7  | What Makes or Breaks a School Fair Is the Cross-Dressing Café Gakusai no kimete wa gyakuten kissa (学祭の決め手は逆転喫茶。) | 14 listopada 2023    |
| 8  | The Swirling Currents Are All Machinations Uzumaku nagare wa kenbōjussū (渦巻く流れは権謀術数。)                             | 21 listopada 2023    |
| 9  | My Master Will Never Change Watashi no omo wa eien fuhen (私の主は永遠不変。)                                                | 28 listopada 2023    |
| 10 | My New Rival in Love Is a Perfect Superhuman Aratana koigataki wa kanpeki chōjin (新たな恋敵は完璧超人。)                    | 5 grudnia 2023       |
| 11 | A Near-Miss in Love is Certain Doom Koi no surechigai wa zettai zetsumei (恋のすれ違いは絶体絶命。)                          | 12 grudnia 2023      |
| 12 | The Villainess and I Are in Love Watashi to oshi wa sōshisōai (私と推しは相思相愛。)                                         | 19 grudnia 2023      |